# ハリー・ポッターとアズカバンの囚人 (映画)
『ハリー・ポッターとアズカバンの囚人』（Harry Potter and the Prisoner of Azkaban）は、J・K・ローリングの1999年の同名小説を原作とする、監督アルフォンソ・キュアロン、脚本スティーヴ・クローヴスによる、2004年のファンタジー映画である。この作品は『ハリー・ポッターと秘密の部屋』（2002年）の続編で、ハリー・ポッター映画シリーズの第3作である。この映画ではダニエル・ラドクリフがハリー・ポッター役で主演し、ルパート・グリントとエマ・ワトソンがそれぞれハリーの親友ロン・ウィーズリーとハーマイオニー・グレンジャー役を演じた。この映画は、ハリーがホグワーツ魔法魔術学校に入学して3年目、アズカバンを最近脱獄した囚人シリウス・ブラックとハリーや亡くなったハリーの両親との関係など、ハリーの過去の真実を明らかにしようとする姿を描く。
前2作を監督したクリス・コロンバスの降板により新たな監督候補として、1作目の候補にも挙がっていたスティーヴン・スピルバーグ、ホラー・ファンタジー映画に実績のあるメキシコ人監督ギレルモ・デル・トロらの名が挙がるが、最終的にメキシコ人監督アルフォンソ・キュアロンが監督を務めた。前2作よりシャープで大人向けな演出になったと評価されたが、キュアロンは人気監督となったため、本作限りで降板する。なお、キュアロンは後にアカデミー監督賞を2度受賞しており、シリーズで唯一のオスカー受賞経験を持つ監督である。
またキュアロンは完成版にも登場する「干し首」など多くのオリジナルアイディアを提案したが、その大部分を原作者ローリングによって却下されたと語っている。
アカデミー視覚効果賞にノミネートされた。本作ではステディカムによる撮影が多く行なわれている。なお本作以降、音声仕様がドルビーデジタルサラウンドEXではなく通常のドルビーデジタルになった。
2002年にリチャード・ハリスが急死したことにより、クリストファー・リー、イアン・マッケラン、ピーター・オトゥール、リチャード・アッテンボローら多数の英国人俳優がアルバス・ダンブルドア役の代役候補に挙がり、最終的に本作以降マイケル・ガンボンが演じることとなった。
また本作はシリーズ中、ジョン・ウィリアムズがスコアを担当した最後の作品となったが、ウィリアムズの作曲によるメインテーマはその後も別の作曲家の手でアレンジが加えられて使用されている。

## スタッフ
- プロデューサー：デイビッド・ヘイマン、クリス・コロンバス、マーク・ラドクリフ
- 監督：アルフォンソ・キュアロン
- 脚本：スティーブ・クローブス
- 視覚効果：ILM、ムービング・ピクチャー・カンパニー、フレームストアCFC、シネサイト、ダブルネガティブ
- 音楽：ジョン・ウィリアムズ

## キャスト
| 役名                             | 役名                             | 俳優                           | 日本語吹替   |
| -------------------------------- | -------------------------------- | ------------------------------ | ------------ |
| ハリー・ポッター                 | ハリー・ポッター                 | ダニエル・ラドクリフ           | 小野賢章     |
| ロン・ウィーズリー               | ロン・ウィーズリー               | ルパート・グリント             | 常盤祐貴     |
| ハーマイオニー・グレンジャー     | ハーマイオニー・グレンジャー     | エマ・ワトソン                 | 須藤祐実     |
| シリウス・ブラック               | シリウス・ブラック               | ゲイリー・オールドマン         | 辻親八       |
| リーマス・ルーピン               | リーマス・ルーピン               | デイビッド・シューリス         | 郷田ほづみ   |
| ピーター・ペティグリュー         | ピーター・ペティグリュー         | ティモシー・スポール           | 茶風林       |
| アルバス・ダンブルドア           | アルバス・ダンブルドア           | マイケル・ガンボン             | 永井一郎     |
| セブルス・スネイプ               | セブルス・スネイプ               | アラン・リックマン             | 土師孝也     |
| ミネルバ・マクゴナガル           | ミネルバ・マクゴナガル           | マギー・スミス                 | 谷育子       |
| ルビウス・ハグリッド             | ルビウス・ハグリッド             | ロビー・コルトレーン           | 斎藤志郎     |
| シビル・トレローニー             | シビル・トレローニー             | エマ・トンプソン               | 幸田直子     |
| アーガス・フィルチ               | アーガス・フィルチ               | デイビッド・ブラッドリー       | 青野武       |
| ドラコ・マルフォイ               | ドラコ・マルフォイ               | トム・フェルトン               | 三枝享祐     |
| ネビル・ロングボトム             | ネビル・ロングボトム             | マシュー・ルイス               | 上野容       |
| フレッド・ウィーズリー           | フレッド・ウィーズリー           | ジェームズ・フェルプス         | 尾崎光洋     |
| ジョージ・ウィーズリー           | ジョージ・ウィーズリー           | オリバー・フェルプス           | 尾崎光洋     |
| バーノン・ダーズリー             | バーノン・ダーズリー             | リチャード・グリフィス         | 楠見尚己     |
| 老人の肖像画                     | 老人の肖像画                     | フレディ・デイビス             | 楠見尚己     |
| ペチュニア・ダーズリー           | ペチュニア・ダーズリー           | フィオナ・ショウ               | さとうあい   |
| ダドリー・ダーズリー             | ダドリー・ダーズリー             | ハリー・メリング               | 忍足航己     |
| マージョリー・ダーズリー         | マージョリー・ダーズリー         | パム・フェリス                 | 磯辺万沙子   |
| モリー・ウィーズリー             | モリー・ウィーズリー             | ジュリー・ウォルターズ         | 一龍斎貞友   |
| アーサー・ウィーズリー           | アーサー・ウィーズリー           | マーク・ウィリアムズ           | 梅津秀行     |
| ジニー・ウィーズリー             | ジニー・ウィーズリー             | ボニー・ライト                 | 高野朱華     |
| ビンセント・クラッブ             | ビンセント・クラッブ             | ジェイミー・ウェイレット       |              |
| グレゴリー・ゴイル               | グレゴリー・ゴイル               | ジョシュア・ハードマン         |              |
| パンジー・パーキンソン           | パンジー・パーキンソン           | ジュヌヴィエーヴ・ゴーント     | 沢城みゆき   |
| シェーマス・フィネガン           | シェーマス・フィネガン           | デヴォン・マーレイ             | 渡辺悠       |
| ディーン・トーマス               | ディーン・トーマス               | アルフレッド・イーノック       | 山本隆平     |
| パーシー・ウィーズリー           | パーシー・ウィーズリー           | クリス・ランキン               | 宮野真守     |
| ラベンダー・ブラウン             | ラベンダー・ブラウン             | ジェニファー・スミス           |              |
| パーバティ・パチル               | パーバティ・パチル               | Sitara Shah                    | 沢城みゆき   |
| パドマ・パチル                   | パドマ・パチル                   | シャロン・サンドゥー           |              |
| アンジェリーナ・ジョンソン       | アンジェリーナ・ジョンソン       | ダニエル・テイラー             |              |
| ベム                             | ベム                             | エコウ・クォーティ             | 勝杏里       |
| スリザリンの生徒                 | スリザリンの生徒                 | ブロンソン・ウェッブ           |              |
| コーネリウス・ファッジ           | コーネリウス・ファッジ           | ロバート・ハーディ             | 篠原大作     |
| ワルデン・マクネア               | ワルデン・マクネア               | ピーター・ベスト               |              |
| スタン・シャンパイク             | スタン・シャンパイク             | リー・イングルビー             | 岸尾だいすけ |
| アーニー・プラング               | アーニー・プラング               | ジミー・ガードナー             |              |
| トム                             | トム                             | トム・ダヴァレ                 |              |
| 太った婦人                       | 太った婦人                       | ドーン・フレンチ               | 北薗るみ子   |
| カドガン卿                       | カドガン卿                       | ポール・ホワイトハウス         |              |
| マダム・ロスメルタ               | マダム・ロスメルタ               | ジュリー・クリスティ           | 弥永和子     |
| シュランケン・ヘッドの声         | シュランケン・ヘッドの声         | レニー・ヘンリー               | 落合弘治     |
| 漏れ鍋の掃除婦                   | 漏れ鍋の掃除婦                   | アビー・フォード               | 小飯塚貴世江 |
| ビル・ウィーズリー（写真）       | ビル・ウィーズリー（写真）       | リチャード・フィッシュ         |              |
| チャーリー・ウィーズリー（写真） | チャーリー・ウィーズリー（写真） | アレックス・クロックフォード   |              |
| ジェームズ・ポッター（写真）     | ジェームズ・ポッター（写真）     | エイドリアン・ローリンズ       |              |
| リリー・ポッター（写真）         | リリー・ポッター（写真）         | ジェラルディン・ソマーヴィル   |              |
| 魔法使い                         | 魔法使い                         | ウォーウィック・デイビス       | 佐々木睦     |
| 漏れ鍋の男                       | 漏れ鍋の男                       | イアン・ブラウン（カメオ出演） |              |

- その他声の出演：田中英樹、鶴博幸、高城元気
- 日本語版制作スタッフ
  - 演出：木村絵理子、翻訳：岸田恵子、翻訳監修：松岡佑子、プロデューサー：尾谷アイコ／小出春美（ワーナー・ホーム・ビデオ）
  - 編集：オムニバス・ジャパン、録音：高久孝雄／田中和成／金谷和美／池田裕貴
  - 日本語版制作：ワーナー・ホーム・ビデオ／東北新社

## 制作

### 進展
『ハリー・ポッターとアズカバンの囚人』の映画化と同時に、ハリー・ポッター映画の制作は18ヶ月周期に切り替えられた。プロデューサーのデヴィッド・ハイマンは、「それぞれ(の作品)に必要な時間を与えるため」と説明した。『ハリー・ポッターと賢者の石』（2001年）と『ハリー・ポッターと秘密の部屋』（2002年）の監督であるクリス・コロンバスは、「もう2年半くらい1週間子供たちの夕食を見ていない」ことを理由に、3作目の舵取りに戻らないことを決めた。それでも、コロンバスはハイマンとともにプロデューサーとして残った。コロンバスは、そのような地位は彼により良いワーク・ライフ・バランスを提供し、彼が常に撮影現場にいる必要がなく、子供たちと過ごすことができると感じたためである。ギレルモ・デル・トロは監督を打診されたが、彼はよりディケンズ風の物語を思い描いており、前2作があまりにも「明るく幸せで光に満ちている」と感じていたので、監督就任を見合わせた。マーク・フォースターは、『ネバーランド』（2004年）を製作しており、子役の監督を繰り返したくなかったため、この作品を断った。M・ナイト・シャマランが監督になることも検討されたが、自身が監督の『ヴィレッジ』（2004年）を制作中だったため監督を辞退した。その後ワーナー・ブラザースは、カーリー・クーリ、ケネス・ブラナー（『秘密の部屋』のギルデロイ・ロックハート役）、そして2002年7月に最終的に選ばれるアルフォンソ・キュアロンから成るコロンバスの後任の3名の最終候補者名簿を作成した。キュアロンは当初、原作を読んだことも映画を見たこともなかったため、監督になることに気がすすまなかった。デル・トロは彼の傲慢さを非難し、原作を読むように言った。シリーズを読んだ後、彼は考えを改め、ストーリーにすぐに共感したため、監督になる契約に署名した。
キュアロンの起用は、彼の映画『天国の口、終りの楽園。』（2001年）が大好きで、『リトル・プリンセス』（1995年）の脚色に感銘を受けたJ・K・ローリングを喜ばせた。ハイマンは、「雰囲気もスタイルも、（キュアロンは）完璧に一致する」と考えた。中心となる3人を演じる俳優たちとの最初の練習として、キュアロン監督はダニエル・ラドクリフ、ルパート・グリント、エマ・ワトソンに、それぞれの役についての、生まれてから魔法の世界を発見に至るまでの感情的な経験を含めた、一人称で書かれた自伝的作文を書くことを課した。キュアロンは「エマの作文は10ページもありました。ダニエルのものはちょうど2ページでした。ルパートは作文を提出しませんでした。なぜ提出しなかったのかと尋ねたところ、彼は『僕はロンだから。ロンはしないだろう』と言いました。だから私は言いました。『OK、君は自分の性格を理解しているな。』と。あれは私たちが『アズカバンの囚人』で行った演出作業で最も重要な要素でした。彼らが作文に込めたものすべてがその後の作業で彼らが持ち続ける柱になることが、明白だったからです。」と思い起こした。

### 衣装デザインおよび美術デザイン

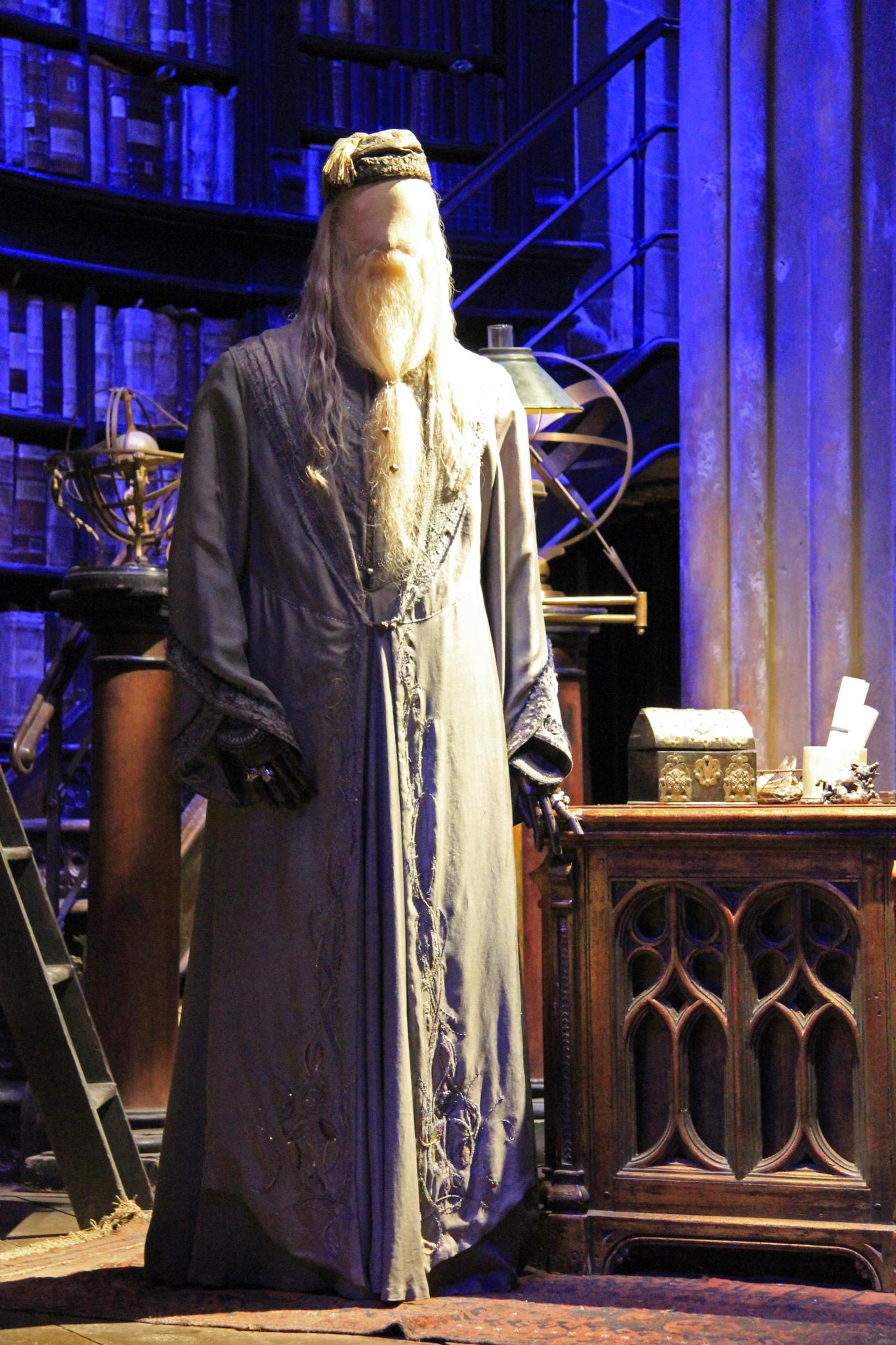
映画で使用されたアルバス・ダンブルドアの衣装

キュアロンは、登場人物の衣装やセットで、より大人向けの雰囲気を確立したいと考えていた。彼は「私が本当にやりたかったのは、ホグワーツをもっと現代的で、もう少し写実的なものにすることでした。」 と説明している。彼はイギリスの学校を研究し、「ティーンエイジャーそれぞれの個性が、制服の着方に反映されていた。だから映画に出てくる子供たちには、両親がいないときと同じように制服を着てもらいました。」と述べた。コロンバスはこの衣装の変化を「本の中での彼ら自身の個性の成長を反映したもの」と考え、彼らがティーンエイジャーになっていくことを考慮した。最初の2作品では登場人物は常に制服を着ていたが、『アズカバンの囚人』では登場人物はしばしば現代的なストリートウェアを着ている。この変更について相談を受けたローリングは、「私にとってマントなどは学業の時間には当然ですが、個人的な時間には彼らは自分の服を着ているでしょう」と述べた。衣装デザイナーとして本作に参加したジェイニー・ティーマイムは、その後のシリーズ全作品にも携わっている。
リーマス・ルーピンに対して、ティーマイムは「イギリスの典型的なツイード」を選んだ。キュアロンが「週末にパーティーで大騒ぎする叔父さん」のような人にしたいと言っていたため、ティーマイムはルーピンのガウンを「他の教師のローブよりも手入れされていない、使い古されたもの」にした。シビル・トレローニーに対しては、エマ・トンプソンが衣装の草案を作り、ティーマイムとキュアロンに送った。トンプソンはこの人物を「長い間、鏡を見ていない人」と想像していた。トレローニーの近視を強調するために、ティーマイムは目のような柄の反射する生地や、拡大鏡のついた特大の眼鏡を使用した。キュアロンは、アルバス・ダンブルドアを「年老いたヒッピーのようだが、とても上品で気品のある」ように見せたかった。ティーマイムは、リチャード・ハリスが演じたダンブルドアのためにデザインされた「重く威厳のある」衣装とは対照的に、登場人物にエネルギーを与える「ずっと軽く見える」ものだと考え、歩くときに後ろに浮かぶ絞り染めの絹を使った。

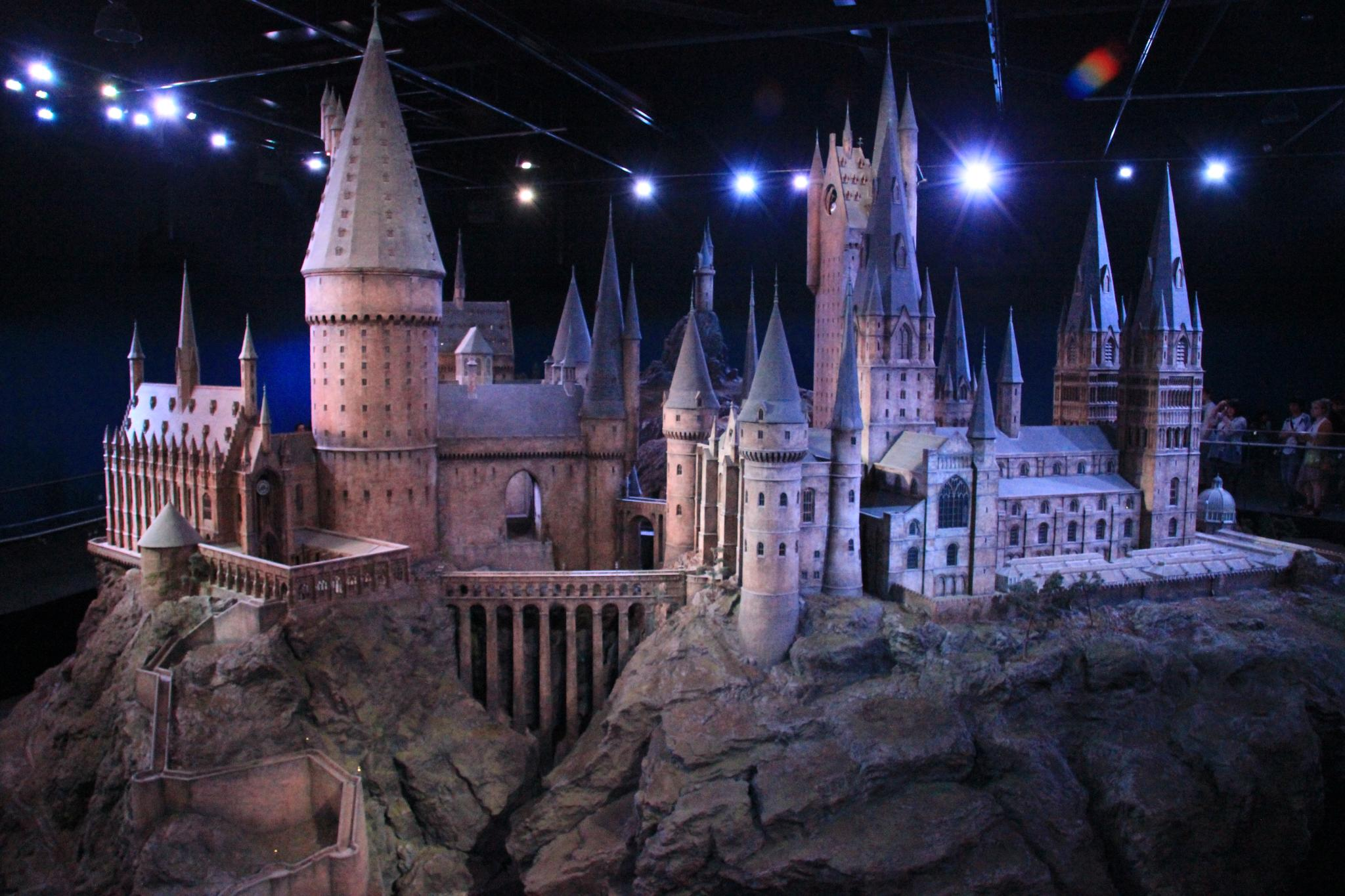
ロンドンの「メイキング・オブ・ハリー・ポッター」ツアーでのホグワーツの模型

キュアロンの主な関心事は、ホグワーツがより広い領域を有し、現実世界に根ざしたものになることだった。第1作のために設計されたホグワーツの外観の縮尺模型は、『アズカバンの囚人』のために約40％拡大された。プロダクション・デザイナーのスチュアート・クレイグとアート・ディレクターのゲイリー・トムキンズは、時計台や中庭などの建造物を追加し、病院棟も再設計して作り直した。その他にこの映画のために建てられたセットには、ホグズミード村や三本の箒のパブが含まれる。
実在の場所を使うことで、ハグリッドの小屋の外観が大きく変わった。『アズカバンの囚人』では、セット周辺の風景が完全な平地から丘の脇へと変わった。小屋は2倍の大きさになり、裏には独立した寝室が作られ、大きなカボチャの畑と煙突が追加された。クレイグは、特に作るのが難しかったセットとして「叫びの屋敷」を挙げた。それは、特殊効果部門の協力で油圧式の大きな台の上に建てられ、まるで生きているように見えるように、「絶えず風にさらされているようにギシギシときしんで動く」ものだった。
一部のセットは、以前の作品から再利用されたり複数の場所で使われたりした。「闇の魔術に対する防衛術」と「占い学」の教室は、同じセットで撮影された。「ハニーデュークス」のセットは、『秘密の部屋』で使われたフローリシュ・アンド・ブロッツ書店のセットを作り直したもので、また同様にこれは第1作目のオリバンダー杖店のセットから作り直したものであった。

### 撮影

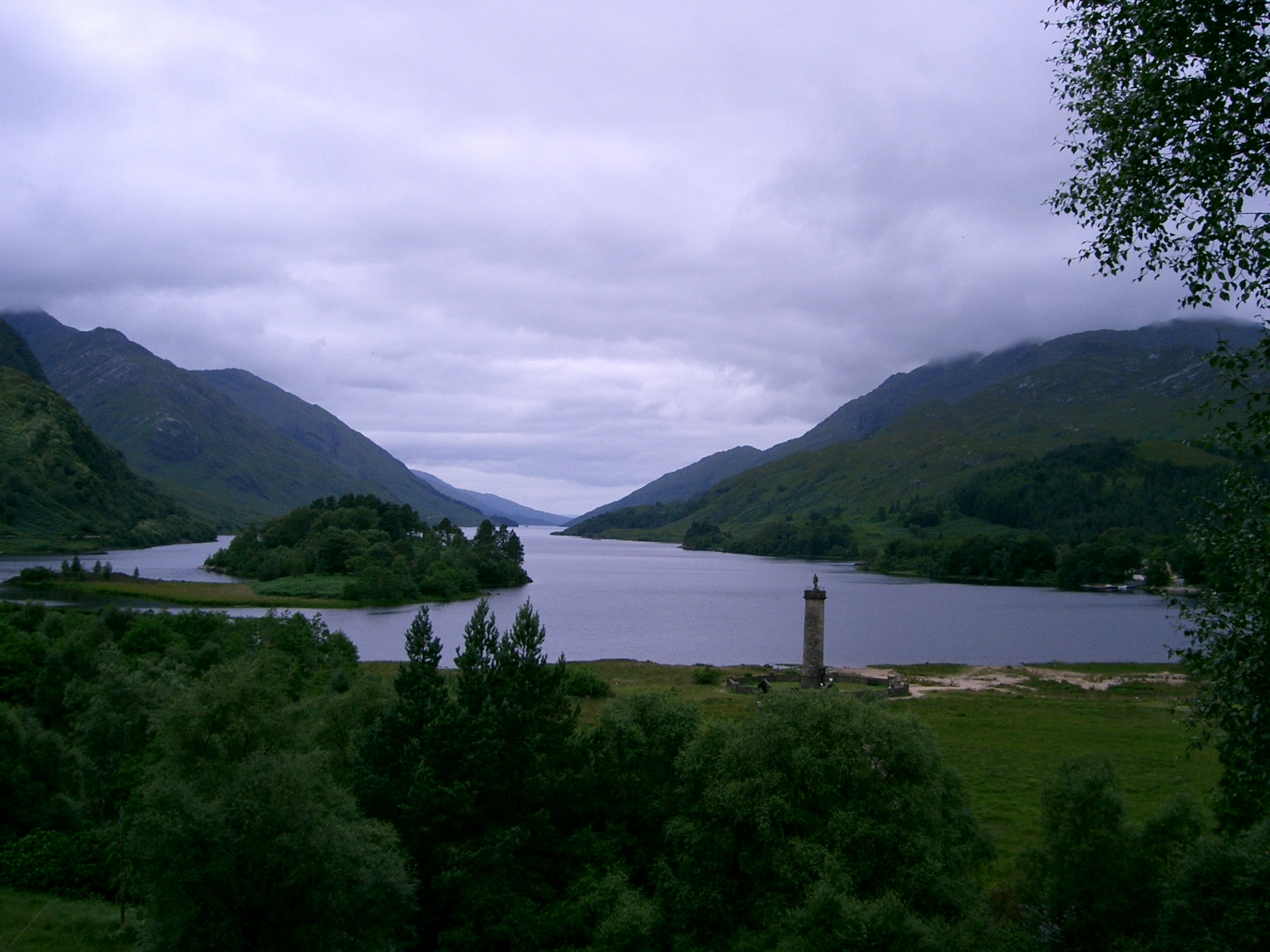
『アズカバンの囚人』の1場面が撮影されたシエイ湖

主要撮影は2003年2月24日にリーブスデン・スタジオで開始し、2003年11月下旬に終了した。
前2作では多くの撮影がスタジオで行われたが、第3作では初めて実在の場所を大々的に使った。スコットランドのグレン・コーにあるクラチェイグ・インの近くに本作の3つのセットが作られた。ハリーがバックビークに乗ってホグワーツの湖を越える場面は、サリー州のバージニア・ウォーター湖で撮影された。「黒い湖」は、スコットランドのハイランドにあるシエイ湖、エイルト湖、モラー湖からも撮影された。ちなみに、『秘密の部屋』にも登場したグレンフィナン高架橋鉄道は、シエイ湖の反対側にあり、ディメンター（吸魂鬼）が列車に乗り込んだ場面の撮影に使われた。「夜の騎士バス」の場面では、車の間を縫って走る小さな部分が、北ロンドンのパルマーズ・グリーンで撮影された。また一部は、ロンドンのバラ・マーケットとランベス橋周辺でも撮影された。
撮影監督のマイケル・セレシンは、前2作に比べて話ががかなり暗いと考えたため、「影を増やした物悲しい」照明を採用した。また、物語の中でホグワーツを際立たせるために様々な広角レンズを使い、クローズアップはわずかにとどめた。キュアロンは、「ボディランゲージがとても面白いので、遠くから子供たちを見守る方がいい」と説明している。
ローリングは、キュアロンが原作の精神に忠実であることを条件に、原作から細かな変更を加えることを許した。ローリングはホグワーツの敷地内に日時計を置くことは認めたが、当時未発表だった6作目で重要な役割を果たすことになる墓地を設置することは認めなかった。 ローリングはこの映画のいくつかの場面を見たときに、最後の2冊の本の出来事に不注意に触れていたために「鳥肌が立ちました」、「この映画を見返したとき、あれはヒントとしてわざと入れられたものと思われるだろうと思いました」と述べた。撮影終了後、キュアロンは「私の人生で最も甘い2年間でした」と語り、続編を監督することに興味を示した。
「夜の騎士バス」の場面は、数週間かけてロンドン市内のさまざまな場所で撮影された。バスが100マイル毎時 (161 km/h)で動いているような印象を与えるため、スタント・コーディネーターのグレッグ・パウエルは「私たちはバスを30マイル毎時 [48 km/h]くらいで走らせ、他の車は8 [13]くらいでしか走っていませんでした。スタント・ドライバーたちとの計画は数週間かかり、通りで見かける人々もバスを速く見せるために信じられないくらいゆっくり歩くスタントマンとスタントウーマンです。」と説明している"。

### 特殊効果・視覚効果

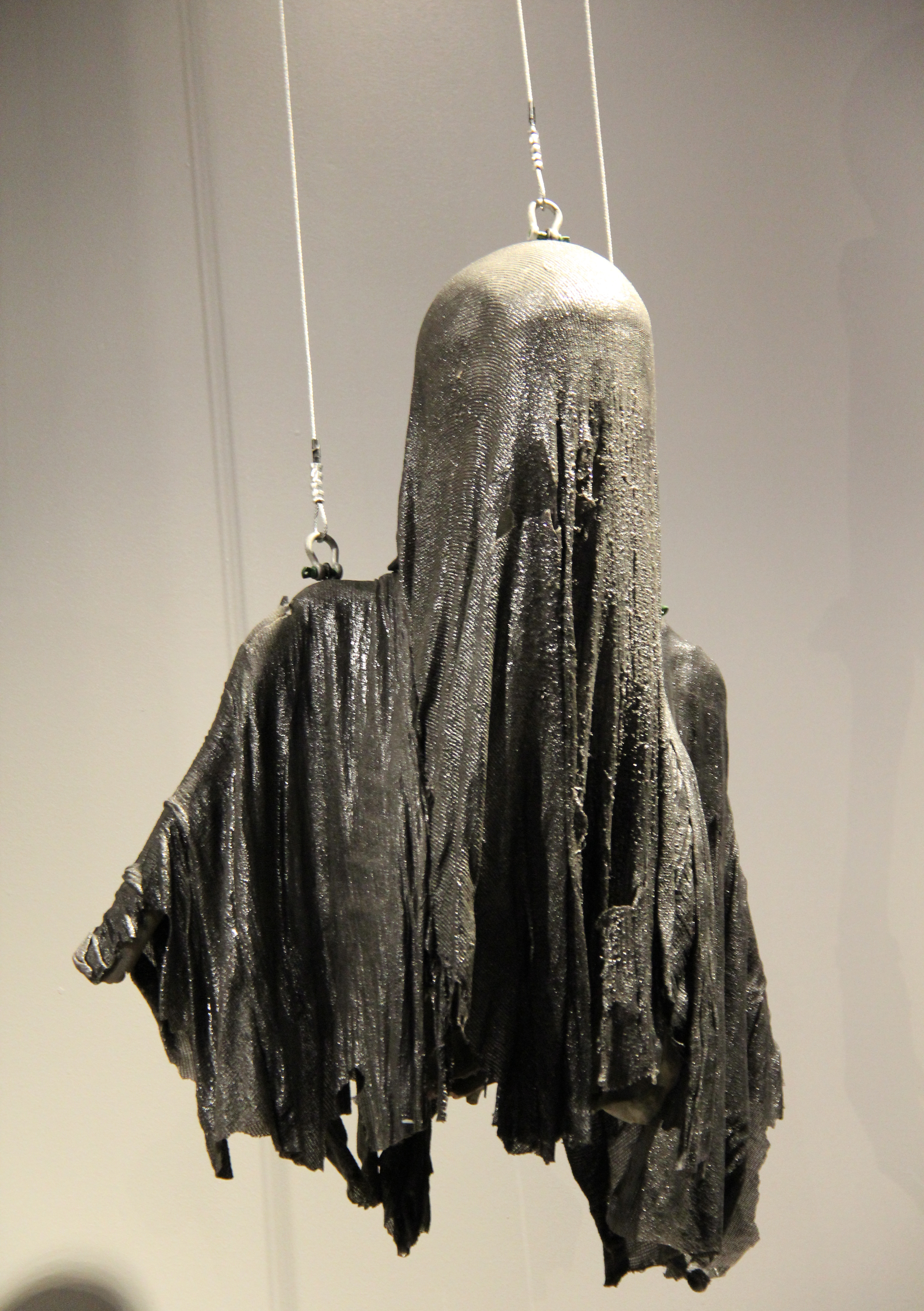
ロンドンの「メイキング・オブ・ハリー・ポッター」ツアーでのディメンター

インダストリアル・ライト&マジック (ILM) とフレームストアが本作の主要な視覚効果を担当し、ムービング・ピクチャー・カンパニー、シネサイトおよびダブル・ネガティブが追加のVFX素材を制作した。
キュアロンは当初、コンピュータ・グラフィックスから操り人形に変えたいと考えていた。彼は人形遣いの名手バジル・ツイストを雇い、ディメンターの動きを考え出すために水中人形を使って試してみた。このテストはスローモーションで撮影されたが、最終的にはこの方法は実用的ではなかった。この水中テスト映像は、視覚効果チームに独創的な方向性を与え、キュアロンが求めていた漠然とした現世と異なる性質を加味した。ディメンターの制作には、視覚効果スーパーバイザーのティム・バークとロジャー・ガイエット、インダストリアル・ライト&マジックの視覚効果チーム、そしてティーマイムが協力した。

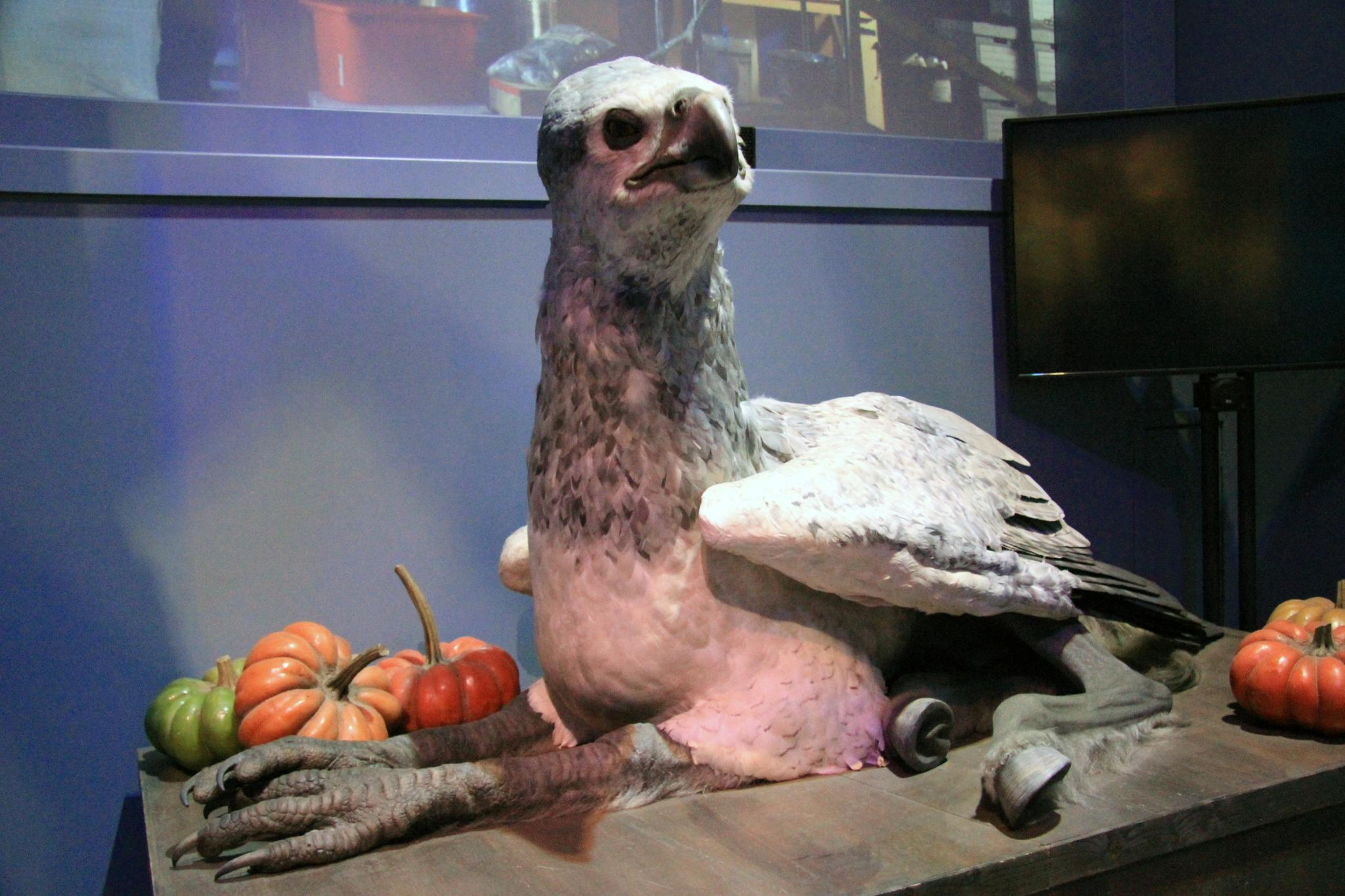
「メイキング・オブ・ハリー・ポッター」ツアーでのバックビーク

キュアロンは、バックビークの制作の難しさについて、その骨格のデザインから始めて数ヶ月間の研究と準備を要したと説明した。「バックビークの骨が実際にどのように動くかという生理学を解決したら、私たちは彼の性格、特に空を飛んでいるときの威厳のある優雅さと、地面に戻ったときの不器用でガツガツした動物とが入り混じったものを表現しなければなりませんでした。」とキュアロンは言った。クリーチャー・エフェクト・スーパーバイザーのニック・ダッドマンは、この作品のために実際にヒッポグリフを何体か制作し、バークとガイエットはCG版の制作を監督した。ガイエットは、羽の複雑な動きを「これまで行われたことのない」成果として挙げている。
マージおばさんが風船のように膨らむ場面は実際に膨らませる方法で実現した。マージおばさんを演じたパム・フェリスは、「私は色々な人工装具を身につけて、それぞれ違う速さで膨らませて、一番大きいときには4.5フィート位の幅になった。」と語っている。50ポンド (23 kg)の衣装のため、フェリスは歩くことも食べることもできなかった。この場面のため、サイズの異なる38着のツイードの衣装一式が使用された。
シネサイトは、本作に登場する1分を超えるタイム・トラベルのショットを担当した。主な動きはブルー・スクリーンを背景にステディカムで撮影され、4分間の背景映像が別撮りされた。その背景をスピードアップして、ブルー・スクリーンで撮影された動きの後ろに合成された。またカメラの向きに合わせて、2枚の背景映像がタイル状につなぎ合わせられた。

### 音楽
キュアロンが『アズカバンの囚人』を監督することが発表されたとき、当初は次作の音楽を担当し彼に協力的な作曲家であるパトリック・ドイルが本作の音楽を担当するという憶測が有った。しかし監督はジョン・ウィリアムズを引き続き起用し、本作はシリーズで彼が音楽を担当した3作目にして最後のものとなった。このサウンドトラックは、キュアロンが楽譜に異なる取り組みを求めたため、前2作とは大きく異なるものとなった。新しいテーマの一つである「Double Trouble」（ダブル・トラブル）は、映画の序盤の場面でホグワーツの大広間で歌う児童合唱団のために制作中に作成された。その歌詞は、ウィリアム・シェイクスピアの『マクベス』から引用された。このサウンドトラック・アルバムは、2004年5月25日にアトランティック・レコードから発売された。

## 原作本との違い
『アズカバンの囚人』は、出版された時点で、シリーズ最長の作品だった。筋書きの複雑さが増すにつれ、原作の細かい話の筋や背景に忠実でない脚色が必要になった。ハリーの両親と「忍びの地図」（Marauder's Map）の関係は簡単に触れられるのみであり、リーマス・ルーピンと地図の関連性についても同様である。さらに、「忍びの地図」の作者であるマローダーズ（Marauders）が誰なのか、またムーニー、ワームテール、パッドフット、プロングスというあだ名が誰を指しているのかも言及されていない。劇的効果を狙い一部の説明部分が削除された。「叫びの屋敷」とネズミのスキャバーズは、映画ではごく簡単にしか触れられていないが、小説ではより綿密に取り上げられている。シリウス・ブラックの背景もほとんど削除されており、アズカバンからの脱出方法についても言及されていない。
話のテンポと時間を考慮したため、この映画は魔法教育について詳しい説明を避けている。魔法生物飼育学の授業では、ヒッポグリフのバックビークが一頭だけ登場し、マルフォイとハリーだけがバックビークと交流する場面が描かれ、スネイプの魔法薬学の授業を含め、他のほとんどの授業は映画からは削除されている。「忠誠の術」の複雑な説明は映画から完全に取り除かれており、どうしてシリウスがポッター夫妻を裏切りヴォルデモート卿に引き渡したと思われたのか、正確な説明はない。この場面のセリフの多くはコーネリウス・ファッジとミネルバ・マクゴナガルに再配分され、代償として、動物もどきの変身についてのマクゴナガルによる解説は代わりにスネイプにより行われた。
ロンとハーマイオニーの恋愛関係は、原作よりも映画の方が顕著である。謎と冒険のために登場人物の成長を犠牲にしたという最初の2作品に対する批判に応えて、第3作では3人すべての主人公の情緒的発達により注目している。しかし、ハリーのチョウ・チャンへの恋心については触れておらず、チョウ・チャンは第4作で初めて登場する。『アズカバンの囚人』では、ハリーの感情についてより怒りに満ちた調子でより多く描かれている。例えば、ハリーの両親に対するブラックの「裏切り」を知ったあと、原作では「呆然として動けない」のに対し、映画では怒りを込めて「殺してやる」と叫ぶのである。

## 配給

### マーケティング
シリーズのこれまでの作品と同様、『アズカバンの囚人』は商品化の大きな機会だった。EA UK社がデザインしたビデオゲーム版は2004年5月25日に発売された。マテル社は、ボードゲーム「Harry Potter Championship Quidditch」やキャラクターのアクションフィギュアなど、映画とのタイアップ商品を発売した。またレゴ社は、最初の2作品に対する以前の販売方法を拡大し、「夜の騎士バス」、「叫びの屋敷」、および新しいホグワーツ城などのセットを発売した。

### 映像ソフト
『ハリー・ポッターとアズカバンの囚人』は2004年11月23日にDVDとVHSで発売された。その後、2枚組のスペシャル・エディションが2016年10月4日にDVDとBlu-rayで発売された。またこの映画は、2017年11月7日にはUltra HD Blu-rayで発売された。
日本ではワーナー・ブラザース・ホームエンターテイメントよりブルーレイ、DVDが発売。
- ハリー・ポッターとアズカバンの囚人 特別版（DVD2枚組、2004年12月17日発売）
- ハリー・ポッターとアズカバンの囚人 1枚組版（DVD1枚組）
- ハリー・ポッターとアズカバンの囚人 ブルーレイ（1枚組）
- 【数量限定生産】ハリー・ポッターとアズカバンの囚人 アルティメット・コレクターズ・エディション（3枚組、ブルーレイとDVDでリリース、2011年4月21日発売）
- ハリー・ポッターとアズカバンの囚人 コレクターズ・エディション（Blu-ray版、DVD版共に3枚組、2016年3月23日発売）
- ハリー・ポッターとアズカバンの囚人 〈4K ULTRA HD&ブルーレイセット〉（3枚組、2017年12月20日発売）

## 評判

### 興行成績
『ハリー・ポッターとアズカバンの囚人』は、2004年5月23日にラジオシティ・ミュージックホールでニューヨーク・プレミアが開催され、続いて2004年5月30日にレスター・スクウェアでロンドン・プレミアが開催された。その後、本作はイギリスでは2004年5月31日に、アメリカでは2004年6月4日に公開された。本作は従来型の劇場とIMAX劇場の両方で公開されたシリーズ初の作品だった。公開されると、直後の月曜日に530万ポンドの興行収入を記録し、イギリスの1日の最大記録を塗り替えた。試写会の有りと無しの両方で記録を更新し、試写会を含む場合は2,390万ポンド、試写会を含まない場合は930万ポンドを記録した。『アズカバンの囚人』は、2015年に『007 スペクター』が記録を破るまで、イギリスの公開週末の興行収入について最高記録を保持していた。さらにイギリスでは合計4,560万ポンドを記録するまでとなった。この映画は北米の公開週末に3,855館で9,370万ドルを記録し、その当時、史上3位の公開週末の興行収入を達成した。この初動は『ハルク』が持つ6月に公開された映画の公開週末の最高興行収入（6,210万ドル）も破った。『アズカバンの囚人』は、『トランスフォーマー/リベンジ』が2009年に1億890万ドルで記録を更新するまでの5年間、この記録を保持していた。この映画はまた、2週連続で北米の興行収入1位を獲得した。
『アズカバンの囚人』は全世界で合計7億9,670万ドルを売り上げ、『シュレック2』に次いで2004年の全世界で2番目に高い収益を上げた映画となった。北米では、2億4,950万ドルの収益であり、6番目に高い収益にとどまった。しかし国際的にはその年で1番の映画であり、『シュレック2』の4億8750万ドルに対して5億4600万ドルの収益を上げた。興行的には成功したものの、「アズカバン」はハリー・ポッターの映画の中では最低の興行収入であり、魔法ワールドシリーズの中では（『ファンタスティック・ビーストと黒い魔法使いの誕生』に次いで）2番目に低い興行収入の映画となっている。

### 批評家の反応
『アズカバンの囚人』は、批評家からもファンからも同じようにシリーズ最高傑作と評価されることが多い。Rotten Tomatoesでは、この映画は259件のレビューを基に90％の支持を得ており、平均評価は7.8/10となっている。Rotten Tomatoesの「批評家の総意（CRITICS CONSENSUS）」は、「アルフォンソ・キュアロンの確実な演出のもとで、『ハリー・ポッターとアズカバンの囚人』は、高度な技術と複雑なストーリーテリングの繊細なバランスを見事に表現している」と解釈している。Metacriticでは、40人の批評家に基づくこの映画の加重平均スコアは100点満点中82点であり、「普遍的な称賛」（universal acclaim）を示している。CinemaScoreによる調査では、観客はこの映画にA+からFまでの評価基準で平均「A」を与えた。
「サンフランシスコ・クロニクル」紙のミック・ラサールは、この映画のより落ち着いた雰囲気を称賛し、「より暗く、より複雑で、個性に根ざしている」と述べている。「ハリウッド・リポーター」誌は、特に最初の2作品と比較して、「J.K.ローリングの文学的現象をより深く、より暗く、視覚的に魅力的で、より感情的に満足のいく映画化」とみなした。「ローリング・ストーン」誌のピーター・トラヴァースは、「このとても素晴らしい映画は、これまでの3本のハリー・ポッター映画の中で群を抜いて最高でスリル満点なだけでなく、作者J.K.ローリングとその若き魔法使いの英雄を聞いたことがなくても、独立した映画として楽しめる作品である。」とし、この映画に4つ星のうち3.5を与えた。「Salon.com」のステファニー・ザカレックは、「史上最高のファンタジー映画の一つ」と認めた。ワシントン・ポストのニコール・アーサーは、この映画を「複雑で、恐ろしく、微妙なものがある」と賞賛した。ロジャー・イーバートは4つ星のうち3.5を与え、最初の2作品ほど良くはなかったが、それでも「とても楽しく、愉快で、洗練されている」とみなした。「USAトゥデイ」紙のクラウディア・プイグは、この映画を「視覚的な喜び」だと感じ、「キュアロン監督は暗い映画を作ることを恐れず、痛ましい感情に取り組んでいる」と付け加え、さらにリチャード・ローパーはこの映画を「創造性の勝利」とみなした。「ニューズウィーク」誌のショーン・スミスは「『アズカバンの囚人』はまったく新しい監督と際立った新しい構想がある」と述べ、またこの映画を「感動的」と考え、3人の主人公の演技を称賛した。また「エンターテインメント・ウィークリー」誌は前作よりも成熟しているとこの映画を称賛した。

### 受賞歴
『ハリー・ポッターとアズカバンの囚人』はアカデミー賞の視覚効果賞とジョン・ウィリアムズに対する作曲賞の2部門にノミネートされた。また、この映画は英国アカデミー賞の英国作品賞、プロダクションデザイン賞、メイクアップ&ヘア賞、視覚効果賞の4部門にノミネートされ、一般投票によるオレンジ・フィルム・オブ・ザ・イヤー賞を受賞した。サターン賞では9部門にノミネートされた。視覚効果協会賞では2部門を受賞し、他に3部門にノミネートされた。放送映画批評家協会は、ファミリー映画賞、最優秀若手男優賞（ダニエル・ラドクリフ）、最優秀若手女優賞（エマ・ワトソン）にノミネートした。
この映画は「エンパイア」誌が2008年に発表した「史上最高の映画500本」で471位にランクインした。IGNは『アズカバンの囚人』をファンタジー映画のベスト5に指名した。さらに、Moviefoneは、この映画を10年間のベスト10に指名した。2011年、この映画はファースト・ライト賞の5歳から15歳の子どもたちが選ぶ「Film of the Decade」に選ばれた。アメリカ映画協会（AFI）は、2007年に改訂されたAFIのアメリカ映画ベスト100と、ファンタジージャンルでAFIの10ジャンルのトップ10にノミネートした。
| 賞                                            | 授賞式の日付       | 部門                                                                             | 受賞者 | 結果       | Ref.    |
| --------------------------------------------- | ------------------ | -------------------------------------------------------------------------------- | --- | ---------- | ------- |
| アカデミー賞                                  | 2005年2月27日      | 作曲賞                                                                           | ジョン・ウィリアムズ | ノミネート | [ 83 ]  |
| アカデミー賞                                  | 2005年2月27日      | 視覚効果賞                                                                       | ティム・バーク, ロジャー・ガイエット, ビル・ジョージ, ジョン・リチャードソン                                                                                      | ノミネート | [ 83 ]  |
| アマンダ賞                                    | 2004年8月27日      | Best Foreign Feature Film                                                        | 『ハリー・ポッターとアズカバンの囚人』 | ノミネート | [ 94 ]  |
| ボギー賞                                      | 2004年             | Bogey Award in Platinum                                                          | 『ハリー・ポッターとアズカバンの囚人』 | 受賞       | [ 95 ]  |
| 英国アカデミー賞                              | 2005年2月12日      | 英国作品賞                                                                       | 『ハリー・ポッターとアズカバンの囚人』 | ノミネート | [ 84 ]  |
| 英国アカデミー賞                              | 2005年2月12日      | プロダクションデザイン賞                                                         | Stuart Craig | ノミネート | [ 84 ]  |
| 英国アカデミー賞                              | 2005年2月12日      | メイクアップ&ヘア賞                                                              | アマンダ・ナイト, Eithne Fennel, ニック・ダッドマン | ノミネート | [ 84 ]  |
| 英国アカデミー賞                              | 2005年2月12日      | 視覚効果賞                                                                       | ティム・バーク, ロジャー・ガイエット, ビル・ジョージ, ジョン・リチャードソン                                                                                      | ノミネート | [ 84 ]  |
| 英国アカデミー賞                              | 2005年2月12日      | 2005年オレンジ・フィルム・オブ・ザ・イヤー                                       | 『ハリー・ポッターとアズカバンの囚人』 | 受賞       | [ 84 ]  |
| 放送映画批評家協会                            | 2005年1月10日      | ファミリー映画賞                                                                 | 『ハリー・ポッターとアズカバンの囚人』 | ノミネート | [ 87 ]  |
| 放送映画批評家協会                            | 2005年1月10日      | 最優秀若手男優賞                                                                 | ダニエル・ラドクリフ | ノミネート | [ 87 ]  |
| 放送映画批評家協会                            | 2005年1月10日      | 最優秀若手女優賞                                                                 | エマ・ワトソン | ノミネート | [ 87 ]  |
| Broadcast Music Incorporated Film & TV Awards | 2005年5月18日      | BMI Film Music Award                                                             | ジョン・ウィリアムズ | 受賞       | [ 96 ]  |
| ゴールデン・リール賞                          | 2005年2月26日      | Best Sound Editing – Foreign Film                                                | David Evans, リチャード・ベッグス, Derek Trigg, Andy Kennedy, Jon Olive, Bjorn Ole Schroeder, Sam Southwick, Stefan Henrix, Tony Currie, Nick Lowe, Stuart Morton | ノミネート | [ 97 ]  |
| Golden Trailer Awards                         | 2004年5月25日      | Best Animation/Family                                                            | Teaser #2 | 受賞       | [ 98 ]  |
| Golden Trailer Awards                         | 2004年5月25日      | Summer 2004 Blockbuster                                                          | 『ハリー・ポッターとアズカバンの囚人』 | ノミネート | [ 99 ]  |
| Golden Trailer Awards                         | 2005年5月26日      | Best Music                                                                       | 「Dark」 | ノミネート | [ 100 ] |
| GoldSpirit Awards                             | 2005               | Best Original Song                                                               | 『ダブル・トラブル』（Double Trouble） | silver     | [ 101 ] |
| GoldSpirit Awards                             | 2005               | Best Terrifying Theme                                                            | 『列車の上の幽霊』（Apparition on the Train） | gold       | [ 101 ] |
| GoldSpirit Awards                             | 2005               | Best Dramatic Theme                                                              | 『過去への窓』（A Window to the Past） | silver     | [ 101 ] |
| GoldSpirit Awards                             | 2005               | Best Action Theme                                                                | 『バックビークの飛行』（Buckbeak's Flight） | gold       | [ 101 ] |
| GoldSpirit Awards                             | 2005               | Best Comedic Theme                                                               | 『マージおばさんのワルツ』（Aunt Marge's Waltz） | silver     | [ 101 ] |
| GoldSpirit Awards                             | 2005               | Best Epic Theme                                                                  | 『バックビークの飛行』（Buckbeak's Flight） | gold       | [ 101 ] |
| GoldSpirit Awards                             | 2005               | Best Theme                                                                       | 『バックビークの飛行』（Buckbeak's Flight） | silver     | [ 101 ] |
| GoldSpirit Awards                             | 2005               | Best Sci-Fi/Fantasy Soundtrack                                                   | ジョン・ウィリアムズ | gold       | [ 101 ] |
| GoldSpirit Awards                             | 2005               | Best Soundtrack                                                                  | ジョン・ウィリアムズ | bronze     | [ 101 ] |
| グラミー賞                                    | 2005年2月13日      | 映画・テレビ・その他映像メディアサウンドトラック部門                             | ジョン・ウィリアムズ | ノミネート | [ 102 ] |
| ハリウッド映画賞                              | 2004年10月18日     | Production Designer of the Year                                                  | Stuart Craig | 受賞       | [ 103 ] |
| ヒューゴー賞                                  | 2005年8月4日 - 8日 | 映像部門                                                                         | 『ハリー・ポッターとアズカバンの囚人』 | ノミネート | [ 104 ] |
| ニコロデオン・キッズ・チョイス・アワード      | 2005年4月2日       | Kids' Choice Award for Favorite Movie                                            | 『ハリー・ポッターとアズカバンの囚人』 | ノミネート | [ 105 ] |
| ピープルズ・チョイス・アワード                | 2005年1月9日       | Favorite Sequel                                                                  | 『ハリー・ポッターとアズカバンの囚人』 | ノミネート | [ 106 ] |
| ピープルズ・チョイス・アワード                | 2005年1月9日       | Favorite Film Villain                                                            | ゲイリー・オールドマン | ノミネート | [ 106 ] |
| サターン賞                                    | 2005年5月3日       | ファンタジー映画賞                                                               | 『ハリー・ポッターとアズカバンの囚人』 | ノミネート | [ 85 ]  |
| サターン賞                                    | 2005年5月3日       | 監督賞                                                                           | アルフォンソ・キュアロン | ノミネート | [ 85 ]  |
| サターン賞                                    | 2005年5月3日       | 助演男優賞                                                                       | ゲイリー・オールドマン | ノミネート | [ 85 ]  |
| サターン賞                                    | 2005年5月3日       | 若手俳優賞                                                                       | ダニエル・ラドクリフ | ノミネート | [ 85 ]  |
| サターン賞                                    | 2005年5月3日       | 脚本賞                                                                           | スティーヴ・クローヴス | ノミネート | [ 85 ]  |
| サターン賞                                    | 2005年5月3日       | 音楽賞                                                                           | ジョン・ウィリアムズ | ノミネート | [ 85 ]  |
| サターン賞                                    | 2005年5月3日       | 衣装デザイン賞                                                                   | ジェイニー・ティーマイム | ノミネート | [ 85 ]  |
| サターン賞                                    | 2005年5月3日       | Best Make-Up                                                                     | ニック・ダッドマン, アマンダ・ナイト | ノミネート | [ 85 ]  |
| サターン賞                                    | 2005年5月3日       | Best Special Effects                                                             | ティム・バーク, ロジャー・ガイエット, ビル・ジョージ}, ジョン・リチャードソン                                                                                     | ノミネート | [ 85 ]  |
| ティーン・チョイス・アワード                  | 2004年8月8日       | アクション映画賞                                                                 | 『ハリー・ポッターとアズカバンの囚人』 | 受賞       | [ 107 ] |
| ティーン・チョイス・アワード                  | 2004年8月8日       | 夏映画賞                                                                         | 『ハリー・ポッターとアズカバンの囚人』 | ノミネート | [ 107 ] |
| 視覚効果協会                                  | 2005年2月16日      | Outstanding Visual Effects in an Effects Driven Motion Picture                   | ロジャー・ガイエット, ティム・バーク, Theresa Corrao, Emma Norton                                                                                                 | 受賞       | [ 86 ]  |
| 視覚効果協会                                  | 2005年2月16日      | Best Single Visual Effect of the Year                                            | ビル・ジョージ, David Andrews, Sandra Scott, Dorne Huebler | ノミネート | [ 86 ]  |
| 視覚効果協会                                  | 2005年2月16日      | Outstanding Performance by an Animated Character in a Live Action Motion Picture | Buckbeak – Michael Eames, David Lomax, Felix Balbas, Pablo Grillo                                                                                                 | 受賞       | [ 86 ]  |
| 視覚効果協会                                  | 2005年2月16日      | Outstanding Models and Miniatures in a Motion Picture                            | Jose Granell, Nigel Stone | ノミネート | [ 86 ]  |
| 視覚効果協会                                  | 2005年2月16日      | Outstanding Compositing in a Motion Picture                                      | Dorne Huebler, Jay Cooper, Patrick Brennan, Anthony Shafer | ノミネート | [ 86 ]  |
| 世界サウンドトラック賞                        | 2004年10月9日      | パブリック・チョイス賞                                                           | ジョン・ウィリアムズ | 受賞       | [ 108 ] |
| 世界サウンドトラック賞                        | 2004年10月9日      | サウンドトラック作曲家賞ー                                                       | ジョン・ウィリアムズ | ノミネート | [ 108 ] |
| 世界サウンドトラック賞                        | 2004年10月9日      | 作曲賞                                                                           | ジョン・ウィリアムズ | ノミネート | [ 108 ] |

## エピソード
エマ・ワトソン演じるハーマイオニーがトム・フェルトン演じるマルフォイを思い切りパンチで殴るシーンがあるが、実は当初の予定では平手打ちで、しかもあくまでもする振りだった。しかし、実際には先述の通り、思い切りパンチで殴ったことでトムもびっくりしたという。
本作には、ある魔法使いがスティーヴン・ホーキングの著書「ホーキング、宇宙を語る」を読んでいるシーンがある。

## テレビ放映
| 回数 | 放送局     | 放送枠          | 放送日         | 放送時間      | 放送分数 | 平均世帯 視聴率 | 備考                  |
| ---- | ---------- | --------------- | -------------- | ------------- | -------- | --------------- | --------------------- |
| 1    | フジテレビ | 土曜プレミアム  | 2007年3月31日  | 21:00 - 23:54 | 174分    | 18.1%           | 地上波初放送 44分拡大 |
| 2    | テレビ朝日 | 日曜洋画劇場    | 2009年7月12日  | 21:00 - 23:44 | 164分    | 14.9%           | 50分拡大              |
| 3    | フジテレビ | 土曜プレミアム  | 2011年7月16日  | 21:00 - 23:45 | 165分    | 11.4%           | 35分拡大              |
| 4    | 日本テレビ | 金曜ロードSHOW! | 2013年8月9日   | 21:00 - 23:29 | 149分    | 13.8%           | 35分拡大              |
| 5    | 日本テレビ | 金曜ロードSHOW! | 2015年6月5日   | 21:00 - 23:24 | 144分    | 15.4%           | 30分拡大              |
| 6    | 日本テレビ | 金曜ロードSHOW! | 2017年10月20日 | 21:00 - 23:24 | 144分    | 8.4%            | 30分拡大              |
| 7    | 日本テレビ | 金曜ロードSHOW! | 2020年11月6日  | 21:00 - 23:24 | 144分    | 11.0%           | 30分拡大              |

- 視聴率はビデオリサーチ調べ、関東地区・世帯・リアルタイム。